# 西谷麻糸呂
西谷 麻糸呂（にしたに ましろ、1993年2月21日 - ）は、日本の女優、タレント、グラビアアイドル。東京都杉並区出身。エイベックス・マネジメント、JIN-YAを経て、2023年1月よりHONEST所属。

## 経歴
サロンモデルのハンティングをされたことがきっかけとなり、作新学院高等学校を卒業後、城西国際大学メディア学部メディア情報学科に進学しつつエイベックス・マネジメントに所属。芸能活動を本格化させた。
2014年4月-6月、Jomaガールに選ばれ、3ヶ月間PR活動を行った。
2014年、東京ガールズコレクション、エイベックス、Amebaによるオーディションプロジェクト『第１回 東京ガールズオーディション』（TGA）にエントリーし、セミファイナリストに選出される。同年、「ミスFLASH2015」にもエントリーし、セミファイナリストに選出される。

## 人物
グラビアの仕事については、「女優さんのように演技ではなく、モデルさんのようにお洋服でもなく、等身大の自分自身を世間の方々に見ていただくことができるので、そこはグラビアアイドルならではの魅力。」と感じている。
日頃から、ネットを使ってオーディションを探しており、「オーディションは、合否に関わらず受けるだけでも学べる事、吸収する事がたくさんあるので、今後も数多くのオーディションを受けていきたい、そして、出来るだけ素の自分を出して、審査に参加出来るようになりたい」と語っている。
趣味は歌・ダンス・音楽映画鑑賞で、特技は一人行動・メイク・料理。

## 出演

### 映画
- Short Trial Project 2018『2nd Memories』（2018年、小椋久雄監督）※オムニバスムービー
- ほっぷすてっぷじゃんぷッ!（2018年、土岐洋介監督）
- ほっぷすてっぷじゃんぷッ!2（2018年、土岐洋介監督）
- サクラ〜キスからはじまる呪い〜（2019年、大久保俊祐監督）
- curfew（2020年6月16日 - 6月30日、制作代表 諫早幸作)[11]※自主制作　※第12回下北沢映画祭 観客賞受賞

### テレビドラマ
- ドラマ!7人のアイドルゴーゴー!（2015年4月1日 - 9月22日、テレビ朝日系列）※レギュラー出演
- 金曜プレミアム・女医・倉石祥子～死の内科病棟～（2016年10月21日、フジテレビ系列）
- リピート〜運命を変える10か月〜（2018年1月11日 -【1・2・4話】、日本テレビ系列） - キャバクラ嬢 役
- 朝ドラ『半分、青い。』（2018年5月18日、NHK）
- 牙狼シリーズ『神ノ牙-JINGA-』episode 0（2018年10月5日、東京MX系列等）
- 花のち晴れ〜花男 Next Season〜 第8話（2018年10月5日、TBS系列等）
- TBS×Paraviスペシャルドラマ『新しい王様』第1話（2019年1月8日、TBS系列）
- TBS×Paraviスペシャルドラマ『新しい王様 Season2』第3話・第4話（2019年3月4日・11日、TBS系列）
- 透明彼女 season11 ＃2（2020年1月、V☆パラダイス）
- トリリオンゲーム 第2話（2023年7月21日、TBS） - ラウンジ嬢 役
- ONE DAY〜聖夜のから騒ぎ〜 第1話（2023年10月9日、フジテレビ）

### CM
- 置くだけ社食「オフィスおかん」『探偵はホテルにいる VOL.1 オフィスデサヤイ編』（2021年10月 - 11月15日、全国のアパホテル、京急EXイン客室テレビ〈約 25,000室〉で放映）企業専門凄腕探偵 冴羽凛役

### Web番組
- 私のAIする王子様（2018年5月10日 - 、GYAO!）
- 人間観察恋愛バラエティ ラブアース4 〜カンボジア編🇰🇭〜（2019年4月1日 - 、Abema TV）
- 内村さまぁ〜ず #333『このチャンスに話芸を充実させたいどぶろっくとその先輩達!!』（2020年1月27日 - 、Amazon Prime Video）
- 有田ジェネレーション 「第2回 チラリズムネタGP」（2023年5月26日[12]、Paravi）

### Webドラマ
- 奪い愛、冬 2025（2025年4月1日、ShortMax） - 主演・池内光 役[13]

### ライブストリーミング放送
- お願い!ランキング生放送自撮りNEWS（2015年12月17日、お願い！ランキング公式HP）
- いとちゃんういちゃん馬鹿ゲームライブ！リモート！5月後半の3DAYS！2日目（2020年5月22日、YouTube）
- いとちゃんういちゃん馬鹿ゲームライブ！リモート！6月真ん中!!（2020年6月16日、YouTube）
- いとちゃんういちゃん馬鹿ゲームライブ！123！いとちゃん42ラストライブ！（2020年7月3日、YouTube）
- いとちゃんういちゃん馬鹿ゲームライブ！123！いとちゃん43ファーストライブ！（2020年7月5日、YouTube）
- 芸人人生ゲーム〜第7世代の女芸人として売れろ〜（2021年1月31日）
- 馬鹿ゲームメンバーがガチ飲み会しているのを見守る夜（2021年1月31日）

### 舞台
- 東京俳優市場 2014 春（2014年5月2 - 6日、築地本願寺ブティストホール）
- 東京俳優市場 2014 冬（2014年11月20・22・23・24日、築地本願寺ブティストホール）
- リングのマクベス2（2015年2月17日 - 2月21日、ウッディシアター中目黒）
- 東京俳優市場 2015 春（2015年5月2日・6日、築地本願寺ブティストホール）
- ミエタミエナイセカイ（2016年6月1日 - 5日、新宿LIVE）
- 劇団『ムートン伊藤一座』〜ネタと芝居と企画編〜（2017年6月2日、新宿角座）
- 女人劇 贋作『春のめざめ』（2017年10月19日 - 22日、築地本願寺ブティストホール）
- 放課後戦記（2017年12月20日 - 22日、Yokohama O-SITE）
- 『放課後戦記✕リアル謎解きゲーム』血塗られた首謀者を探せ（2018年3月10日・11日、新宿シアターブラッツ）
- 笑うBarへようこそ（2018年8月29日 - 9月2日、新宿スターフィールド）
- YOSHITSUNE～呪われた英雄～（2018年12月5日 - 9日、新宿シアターモリエール）
- toshi LOG vol.2『朗読劇 恋約』（2018年12月20日 - 24日、劇場MOMO）
- 真・YOSHITSUNE（2019年4月24日 - 28日、CBGKシブゲキ!!）
- 奏心〜最強と謳われた剣士〜（2019年8月3日 - 5日、中目黒キンケロ・シアター）
- ごめん、部屋散らかってるから今日は無理（2019年9月25日 - 29日、劇場MOMO）
- コントステージ『RAWLIFE』（2019年12月13日 - 15日、リトルトーキョー（清済白河））
- ベニバラ兎団 本公演 vol.26『追憶SUNSETLOOP』（2019年12月25日 - 29日、中目黒キンケロ・シアター）※12月25日はクリスマスイベント
- 貧しく困ってる人よりも優先だ、ゆけーストレス怪獣！（2020年3月4日 - 3月9日、Geki地下Liberty）
- オンライン朗読劇「GreifA」（2020年5月29日 - 31日、アイエス・フィールド）
- MonkeyWorks Vol.05『蒲田淳士の歪な就活』（2020年9月12日 - 22日、中野ザ・ポケット）
- 恋とパズルとシャンプーと。（2020年10月28日 - 11月1日、下北沢『劇』小劇場）
- 眠らない獣達 -短編作品集- ベニバラ兎団 トライアル公演（2021年2月20日、下北沢 小劇場『楽園』） - ゲスト出演
- 「未来の君へ」SFIDA ENTERTAINMENT＆STELLA WORKS共同プロデュース公演vol.1（2021年4月7日 - 11日、中野ザ・ポケット）
- 僕達はまだ終わりを知らない ～第10回 東出有貴プロデュース舞台～（2021年5月1日 - 4日、中目黒キンケロシアター）
- 脳漿炸裂ガール2 〜俗物奇行〜 Anarchy in the Journey（2021年6月2日 - 6日、品川 六行会ホール）

### トークライブ・イベント
- ちかまろの館〜執事ムートン伊藤〜（2017年7月21日、下北沢ReGBoX）
- 週プレ酒BAR 1日ママ（2018年10月3日・2018年11月22日・2019年5月9日、週プレ酒BAR）
- オトニワ！（2019年8月27日、大塚ドリームシアター）
- CONCON ZOKUZOKU2（2020年3月13日 - 3月15日、大塚ドリームシアター）
- いとちゃんういちゃん馬鹿ゲームライブ1・2・3!!（2020年1月23日、早稲田クローバースタジオ）
- いとちゃんういちゃん馬鹿ゲームライブ!!ニューカマー多めの回！（2020年3月27日、早稲田クローバースタジオ）
- いとちゃんういちゃん馬鹿トーク！久しぶりのリアルライブ!!（2020年6月15日、新宿バッシュ!!）
- いとちゃんういちゃん 真夏の馬鹿合戦＆歌合戦！（2020年7月20日、四谷lotus）
- いとちゃんういちゃん！馬鹿ゲームライブ！おでんが美味しい季節です。（2020年11月25日、四谷lotus）

## 作品

### DVD
- マシュマロ（2015年7月23日、イーネット・フロンティア）
- まっしろ（2015年11月20日、ラインコミュニケーションズ）

### 動画
- 美女暦（2012年7月・2013年1月、3月、4月、5月・2014年2月、3月・2016年10月、Youtube）
- リアル脱出ゲーム〜サイコルームからの挑戦状〜【体験動画】（2016年3月16日 - 、dTV）
- I-ONE NEXT 西谷麻糸呂（2016年3月25日、I-ONE NEXT）

### 電子書籍
- マシロナルド 西谷麻糸呂1 [sabra net e-Book]（2017年6月30日、小学館）
- マシロナルド 西谷麻糸呂2 [sabra net e-Book]（2017年6月30日、小学館）
- マシロナルド 西谷麻糸呂DX [sabra net e-Book]（2017年6月30日、小学館）
- Gz PRESS デジタル写真集 No.054 西谷麻糸呂（2019年6月23日、Gz PRESS）
- Gz PRESS デジタル写真集 No.059 西谷麻糸呂（2019年6月23日、Gz PRESS）
- Gz PRESS デジタル写真集 No.063 西谷麻糸呂（2019年6月23日、Gz PRESS）
- Gz PRESS デジタル写真集 No.067 西谷麻糸呂（2019年6月25日、Gz PRESS）
- Gz PRESS デジタル写真集 No.071 西谷麻糸呂（2019年6月28日、Gz PRESS）
- Gz PRESS デジタル写真集 No.076 西谷麻糸呂（2019年6月28日、Gz PRESS）
- Gz PRESS デジタル写真集 No.080 西谷麻糸呂（2019年8月29日、Gz PRESS）
- トーキョー眼鏡ガール vol.03 Kindle版（2020年10月15日、世界文化社）[14]